# Dulcie Howes
Pour les articles homonymes, voir Howes.
Dulcie Howes, née le 31 décembre 1908 à Klein Brakrivier et morte le 19 mars 1993, est une danseuse de ballet sud-africaine, qui est aussi enseignante, chorégraphe et directrice de compagnie. Au cours de sa carrière d'interprète, elle est considérée comme la « prima ballerina assoluta » du ballet sud-africain. En 1934, elle crée la compagnie du Cape Town City Ballet. 

## Biographie

### Jeunesse et formation
Dulcie Howes naît à Little Brak River, une ville balnéaire à l'embouchure de la rivière Little Brak (Klein-Brakrivier, en afrikaans), dont elle tire son nom. 
Elle est la fille de Justice Reed Howes, immigré en Afrique du Sud à la fin de la Seconde Guerre des Boers (1899-1902), et de Muriel Alice Howe. Son  père est directeur du lycée pour garçons d'Oudtshoorn, la « capitale mondiale de l'autruche », dans l'ouest du Cap, mais après son mariage, la famille déménage dans la ville elle-même, où son père exerce en tant qu'avocat.
Très jeune, ses parents inscrivent leur fille à des cours de « danse fantaisie », dispensés par Helen Webb. Là, « vêtue d'une robe de broderie anglaise blanche amidonnée, avec une ceinture de satin bleu autour de [son] milieu très ample », elle apprend à marcher avec grâce, à serrer la main et à faire la révérence à ses aînés et à ses supérieurs. On lui enseigne également de petites danses pour des récitals d'étudiants. Elle reçoit une formation de danse plus substantielle d'Helen White, une assistante de Webb, qui a étudié à l'étranger avec le maître italien Enrico Cecchetti. Grâce à elle, Howes est initiée aux principes fondamentaux de la technique du ballet. En 1922, à l'âge de quatorze ans, elle devient l'une des premières élèves de l'école de ballet Hershel Girls School, et choisit définitivement cette voie en 1925, après avoir assisté à un spectacle donné par la compagnie d'Anna Pavlova à l'Old Opera House du Cap[réf. nécessaire].
Encouragée par Webb et White, Howes se rend à Londres dès la fin de son adolescence pour poursuivre des études de danse. Elle étudie la méthode Cecchetti de formation en ballet avec Margaret Craske, la technique du mime avec Tamara Karsavina, suit les cours de Friderica Derra de Moroda et découvre la danse espagnole avec Elsa Brunelleschi.
Elle suit aussi des cours de danse de salon autour de l'âge de vingt ans. En 1927, elle danse pendant une courte période avec la compagnie d'Anna Pavlova, ce qui constitue son premier engagement professionnel, mais elle retourne en Afrique du Sud en 1928, avec le rêve de créer une grande compagnie de ballet dans son pays d'origine. Sa vision et sa détermination finiront par avoir un effet profond sur l'histoire de la danse sud-africaine,. 

### Carrière professionnelle
Pendant quelques années après son retour en Afrique du Sud, Howes enseigne dans des studios privés à Rondebosch, une banlieue du Cap, et à Johannesbourg, dans la province septentrionale du Transvaal. En 1934, elle rencontre le professeur William Bell, doyen de la faculté de musique de l'Université du Cap (UCT), qui l'invite à rejoindre le personnel de l'université et à créer une école de ballet. Ses élèves forment un groupe de danseurs qui évolue pour devenir l'UCT Ballet Company. À partir de 1941, l'école comprend un cursus diplômant de trois ans, élargi en 1998 à un programme menant à un diplôme de niveau universitaire. La compagnie se produit dans toute l'Afrique du Sud, dans des villes éloignées, grandes et petites, et même au-delà des frontières du pays, en Rhodésie du Sud (actuel Zimbabwe), Rhodésie du Nord (actuelle Zambie), en Afrique du Sud-Ouest (aujourd'hui Namibie) et au Mozambique. Dulcie Howes est à la fois danseuse principale et chorégraphe en chef de la compagnie pendant de nombreuses années, mais touche aussi aux rôles d'administratrice, de maîtresse de ballet, de superviseuse de la garde-robe et parfois même de machiniste. Aux dires de tous, elle est une interprète très compétente mais affirme elle-même ne pas être une grande chorégraphe. 
Parmi ses élèves, certains se sont fait un nom ensuite en tant que danseurs, chorégraphes, producteurs ou enseignants dans des compagnies et des écoles à l'étranger. On trouve David Poole, John Cranko, Alfred Rodrigues, Johaar Mosaval, Petrus Bosman et Desmond Doyle. À partir des bénéfices générés par les performances du ballet de l'université, Howes crée le Dulcie Howes Trust Fund en 1950, qui offre des bourses aux danseurs pour étudier à l'étranger et fournit des fonds pour couvrir les frais des artistes invités à venir danser en Afrique du Sud.
En 1963, le gouvernement sud-africain accorde des subventions pour soutenir les compagnies de ballet dans les quatre provinces qui existent à l'époque : la province du Cap, le Natal, l'État libre d'Orange et le Transvaal. Ces subventions permettent à la compagnie de l'université d'embaucher plusieurs danseurs principaux et maîtres de ballet. Lorsque le ballet universitaire devient une compagnie professionnelle à temps plein en 1964, il est rebaptisé « Cape Performing Arts Board Ballet », plus connu sous le nom de « compagnie Capab »,.
Dulcie Howes devient la directrice artistique de la compagnie et lui permet de se développer. Depuis Elle prend sa retraite en 1969 et cède la direction de la compagnie à David Poole, Veronica Paeper et Robin van Wyk. la compagnie change de nom, pour devenir aujourd'hui le « Cape Town City Ballet ». Howes prend aussi sa retraite de directrice de l'école de ballet universitaire du Cap en 1972, elle est également remplacée à ce poste par David Poole. L'école continue de fonctionner sous le nom d'« UCT School of Dance ».

## Œuvres chorégraphiées
Dulcie Howes est la chorégraphe de plusieurs dizaines de ballets et d'œuvres musicales et scéniques, parmi lesquels :
- Le joueur de flûte de Hamelin, sur une musique de Mozart, en 1932.
- The Enchanted Well et The Vision of Delight, sur une musique de William Bell, en 1934.
- Fête Champêtre, sur une musique de William Bell, en 1935.
- Conte russe, sur une musique de Rimski-Korsakov.
- Les Images, sur une musique de Debussy, en 1937.
- La Cantate du Café, sur une musique de Bach, en 1938.
- La Famille, sur une musique de William Walton, en 1939.
- Pastorale, sur une musique de Beethoven, en 1940.
- Printemps dans le parc, sur une musique d'Ernõ Dohnányi, en 1941.
- Le Carnaval des Animaux, sur une musique de Camille Saint-Saëns, en 1942.
- Rio Grande, sur une musique de Constant Lambert, en 1943.
- Pliaska, musique d'Anatoli Liadov, en 1944.
- Fête Galante, musique de Sergueï Prokofiev, en 1945.
- Les Diversions, musique de Rossini, arrangée par Benjamin Britten, en 1947.
- Vlei Legend, musique de John Joubert, en 1952.
- La Famille : Les souvenirs intimes d'une tante âgée, sur une musique de Benjamin Britten, en 1967[1].

## Honneurs et récompenses
Pour l'ensemble de son travail, Howes reçoit de nombreux honneurs et récompenses au cours de sa vie. Elle est récipiendaire du prix du mérite de la Cape Tercentenary Foundation en 1953, obtient la médaille du Festival of Union en 1960 et une médaille d'or de la Cecchetti Society en 1969. Pour la promotion du ballet en Afrique du Sud, elle reçoit une médaille d'honneur de l'Académie sud-africaine des sciences et des arts en 1970. En février 1976, elle est nommée marraine de la société locale Balletomanes et, en juin de la même année, elle reçoit un doctorat honoris causa en musique de l'Université du Cap. Quelques années plus tard, en 1981, elle est nommée membre de la branche Cecchetti de la Société impériale des professeurs de danse. En 1989, elle est nommée au prestigieux Ordre du service méritoire par le président sud-africain, et reçoit en 1991 le prix spécial Nederburg pour sa promotion de la danse de ballet. 

## Vie privée
À Londres en 1937, Dulcie Howes épouse le journaliste Guy Cronwright, directeur général du quotidien Cape Times, avec qui elle a deux filles, Amelia et Victoria Cronwright. Au cours de leurs années de formation, les deux filles partagent la passion de leur mère pour le ballet. Après son mariage, Victoria devient même la présidente exécutive du Cape Town City Ballet. 
Vers la fin de sa vie, Dulcie Howes devient membre de plusieurs conseils d'administration de théâtre, ainsi que juge et critique de théâtre et de danse. 